# رفتار بد خدایان (فیلم)
رفتار بد خدایان (به انگلیسی: Gods Behaving Badly) فیلمی محصول سال ۲۰۱۳ و به کارگردانی مارک ترتلتاب است. در این فیلم بازیگرانی همچون آلیسیا سیلورستون، کریستوفر واکن، ابن ماس-بچراک، شارون استون، جان تورتورو، ادی فالکو، اولیور پلات، رزی پرز، فیلیسیا رشاد، نلسون الیس و هنری زبروسکی ایفای نقش کرده‌اند.